# Droga wojewódzka 809
Die Droga wojewódzka 809 (DW 809) ist eine 50 Kilometer lange Droga wojewódzka (Woiwodschaftsstraße) in der polnischen Woiwodschaft Lublin, die Lublin mit Przytoczno verbindet. Die Strecke liegt in der kreisfreien Stadt Lublin, im Powiat Lubelski und im Powiat Lubartowski.

## Streckenverlauf
Woiwodschaft Lublin, Kreisfreie Stadt Lublin
-  Lublin (S 12, S 17, S 19, DK 19, DK 82, DW 822, DW 830, DW 835)

Woiwodschaft Lublin, Powiat Lubelski
- Marysin
- Majdan Krasieniński
-  Krasienin (DW 828)
- Krasienin-Kolonia
- Pryszczowa Góra

Woiwodschaft Lublin, Powiat Lubartowski
- Starościn
- Starościn Drugi
- Samoklęski
- Rudka Gołębska
- Aleksandrówka
- Rudno
- Michów
- Mejznerzyn
- Katarzyn
- Anielówka
- Drewnik
- Jeziorzany
-  Przytoczno (DK 48)